# Tl
Tl / tl es un dígrafo del alfabeto latino compuesto por t y l. En el español, se usa principalmente en términos provenientes del idioma náhuatl, hablado en el centro de México. Algunas palabras del Diccionario de la Real Academia que contienen el dígrafo ⟨tl⟩ son ixtle, tlapalería, tlacuache o tepezcuintle. Además, un buen grupo de palabras del español que tienen su origen en el griego antiguo, también contienen ⟨tl⟩, como Atlántico, decatlón, atletismo, etc.

## Por origen

### Griego
En griego antiguo, ⟨tl⟩ era un dígrafo común, por ejemplo: ἔτλην étlēn ('soporté'), χύτλον khýtlon ('líquido') o Τληπόλεμος ('Tlepólemo'). Algunos préstamos han pasado del griego al español (vía latín) con este dígrafo; Por ejemplo, la palabra Atlántico tiene su origen en las consonantes griegas τ y λ de Ἀτλαντικός (Atlantikós, 'de la Atlántida'). Originalmente en griego se pronunciaba como [tl] y no [t.l], es decir una sola sílaba o golpe silábico: a.tlan.ti.co, en vez de at.lan.ti.co. Las palabras de origen griego que tienen el dígrafo ⟨tl⟩ también pueden provenir del grupo consonántico θλ, como por ejemplo en «atleta», que viene de ἀθλητής athlētḗs.

### Náhuatl

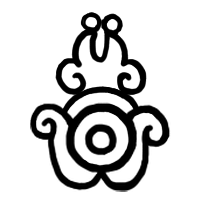
Xóchitl en escritura mexica

En el náhuatl, el dígrafo es muy frecuente porque el sufijo -tl se encuentra al final de las palabras para indicar que son cláusulas nominales no poseídas: atl ('agua'), etl ('frijol'), elotl ('maíz'), siwatl ('mujer'). Durante la colonización de la Nueva España, la dificultad que supuso su pronunciación para los españoles, hizo que multitud de palabras se adaptasen al castellano como /-te/: xocolatl → chocolate, tomatl → tomate, quilitl → quelite, etc. Pero no ocurre en todos los casos pues no ocurre en casos como metepantle, ahuautle, xoloitzcuintle, cacahuacintle, tepezcuintle, totomoxtle o apantle, ni tampoco cuando el dígrafo se encuentra intercalado en la palabra (contlapache, cuitlacoche, cuzcatleca, nahuatlismo) o a principio de palabra (tlachiquero, tlapique, tlacoyo, tlatoani, tlazol, tlacuache)

### Otros orígenes
Pocas son las palabras españolas con ⟨tl⟩ que provienen de otras lenguas que no sean el griego o el náhuatl: Betlem y sus derivados, betlemita y betlemítico (del hebreo), Tlemcén (del árabe), gentleman (del inglés), Hitler y sus derivados, hitleriano, hitlerismo, etc. (del alemán).

## Silabación
En náhuatl, el sonido que ⟨tl⟩ representa es africado, lateral, alveolar y sordo (AFI: /t͡ɬ/). El lazo superior ⁀ indica que se trata de una consonante coarticulada, es decir, dos consonantes que se pronuncian en un mismo golpe silábico. Sin embargo dependiendo del lugar, en el idioma español se pueden dar dos modalidades (At·las vs A·tlas).
Tanto la Real Academia como la Fundéu reconocen el carácter problemático de este dígrafo a la hora de separarlo por sílabas. En la mayor parte de España peninsular y Puerto Rico se tiende a separar ⟨tl⟩ en sílabas diferentes. En cambio, en buena parte de Hispanoamérica (no sólo México), Canarias y en áreas del norte de la península ibérica como Bilbao o Galicia, se pronuncian en un mismo golpe silábico.
En este caso, ambas instituciones recomiendan separar por sílabas según lo pronunciaría la persona que lo escribe. En cambio, para el lingüista José Martínez de Sousa, debería directamente no separarse ni con la vocal previa ni con la anterior: Atlán·ti·co, pero entonces no se podría hablar de una hifenación completa como tal.